# Loweia xanthe
Loweia xanthe är en fjärilsart som beskrevs av Bell 1859. Loweia xanthe ingår i släktet Loweia och familjen juvelvingar. Inga underarter finns listade i Catalogue of Life.